# Артабазан (царь Атропатены)
Артабазан (др.-греч. Ἀρταβαζάνης) — царь Атрапатены, упоминаемый при описании событий конца двадцатых годов III века до н. э.

По предположению авторов Ираники, Артабазан, видимо, был иранского происхождения. М. Шоттки считал, что Артабазан был внуком или правнуком Атропата и родился примерно в 300 году до н. э., а править начал в период 270—260 годов до н. э.
Как отметил Полибий, Артабазан «считался могущественнейшим и мудрейшим из владык и господствовал над так называемыми атропатиями и пограничными с ними народами», отличавшимися своей воинственностью. По словам древнегреческого историка, владения Артабазана простирались от верховьев Фасиса до Гирканского моря. Таким образом, по замечанию авторов «Истории Древнего мира», они должны были включать в себя Иверию и Айрарат, но эти сведения не могут считаться достоверными. К аналогичному мнению пришёл и Я. А. Манандян, указывая на отрывочное и смутное знание античными авторами географии Кавказа. В любом случае Артабазан правил обширной территорией к югу и к северу от Аракса со столицей в Ганзаке.
Артабазан поддержал сатрапа Молона, выступившего против селевкидского царя Антиоха III Великого. Одержав победу над мятежниками, около 220 года до н. э. Антиох со своей армией, перевалив через Загрос, вторгся на территорию Атропатены. Артабазан, будучи глубоким стариком, по свидетельству Полибия, испугался этого нашествия и принял условия селевкидского правителя.